# أساهي برودكشن
أساهي برودكشن (باليابانية: 旭プロダクション، بالروماجي: Kabushiki-gaisha Asahi purodakushon) (بالإنجليزية:  )‏ هو استوديو رسوم متحركة ياباني، تأسس في 1 يونيو عام 1973، ويقع مقره في نيريما في طوكيو.

## أعمال الاستوديو

### مسلسلات أنمي تلفزيونية
- هيلو كيتي: رينغو نو موري نو فنتازيا (2006)
- هيلو كيتي: رينغو نو موري نو ماستري (2007)
- حالة حوض الإستحمام في منزلي (2014)

### أفلام أنمي
- أليس في بلاد القلوب (2011)[5]

## وصلات خارجية
الموقع الرسمي
- أساهي برودكشن على موقع IMDb (الإنجليزية)
- أساهي برودكشن على موقع ميوزك برينز (الإنجليزية)
- أساهي برودكشن على موقع ANN company (الإنجليزية)